# Alacia
Alacia is een geslacht van kreeftachtigen uit de klasse van de Ostracoda (mosselkreeftjes).

## Soorten
- Alacia alata (G.W. Müller, 1906)
- Alacia belgicae (Müller, G.W., 1906)
- Alacia elsae Poulsen, 1973
- Alacia hettacra (Müller, G.W., 1906)
- Alacia leptothrix (G.W. Müller, 1906)
- Alacia major Chavtur, 1978
- Alacia minor (McHardy, R.A., 1964)
- Alacia valdiviae (G.W. Müller, 1906)